# Римнічелу (Бузеу)
Римнічелу (рум. Râmnicelu) — село у повіті Бузеу в Румунії. Адміністративний центр комуни Римнічелу.
Село розташоване на відстані 130 км на північний схід від Бухареста, 32 км на північний схід від Бузеу, 72 км на захід від Галаца, 121 км на схід від Брашова.

## Населення
За даними перепису населення 2002 року у селі проживали 3018 осіб. Рідною мовою 3016 осіб (99,9%) назвали румунську.
Національний склад населення села:
| Національність | Кількість осіб | Відсоток |
| -------------- | -------------- | -------- |
| румуни         | 2317           | 76,8%    |
| цигани         | 701            | 23,2%    |